# Megyei város (polgári korszak)
A megyei város a városok egyik jogi kategóriája volt Magyarországon 1930 és 1950 között. A közigazgatás rendezéséről szóló 1929. évi XXX. törvénycikk szerint az addigi rendezett tanácsú városok elnevezése megyei városra változott. Az elnevezés arra utalt, hogy e városok, ellentétben a törvényhatósági jogú városokkal, valamely vármegyéhez tartoztak. A módosítás a városok belső közigazgatási szervezetének átalakításával, a városi tanácsok megszüntetésével függött össze, a korábban testületileg intézett ügyek nagy részét ezentúl a polgármester személyesen intézte.

## Megyei városok 1930–1950
1930 és 1950 között összesen 78 település viselte a megyei városi rangot, közülük 35 mindvégig.
Az 1930-ban megyei várossá alakult rendezett tanácsú városok száma 45 volt. Közülük Hajdúhadház 1935-ben elveszítette ezt a címet, Pestszentlőrinc viszont 1936-ban nyerte el, így 1938-ig ismét 45 volt a számuk.
1938 és 1941 között Magyarország négy alkalommal szerzett vissza a trianoni békeszerződéssel elszakított területeiből egyes részeket. A visszatért területeken 1918-ban kilenc törvényhatósági jogú város volt (beleértve a kettéosztott Komáromot is) és 27 rendezett tanácsú város. Az előbbiek mindegyike visszakapta törvényhatósági jogállását, Komárom két része pedig ismét egyesült. Az egykori rendezett tanácsú városok Jolsva és Kolozs kivételével megyei várossá alakultak, Ungvár azonban hamarosan átalakult törvényhatósági jogú várossá. A Romániától visszatért területen két új megyei város is alakult: Bánffyhunyad és Nagyszalonta. Az átszervezések eredményeként tehát 1944-ben a megnagyobbodott országterületen összesen 70 megyei város volt.
1945-ben visszaálltak az 1937 végén érvényes határok és a megyei városok köre is az akkori, így számuk ismét 45 lett. A következő öt év során 5 település alakult megyei várossá, viszont 3 megyei város törvényhatósági jogú város lett, majd 1950. január 1-jén, Nagy-Budapest létrehozásával 7 megyei várost Budapesthez csatoltak. Mindezek eredményeképpen 1950 nyarán, amikor a tanácsrendszer bevezetésével e rang megszűnt, a megyei városok száma 40 volt.

### A trianoni országhatárokon belül
| Név               | Vármegye                 |
| ----------------- | ------------------------ |
| Balassagyarmat    | Nógrád és Hont           |
| Békéscsaba        | Békés                    |
| Budafok           | Pest-Pilis-Solt-Kiskun   |
| Cegléd            | Pest-Pilis-Solt-Kiskun   |
| Csepel            | Pest-Pilis-Solt-Kiskun   |
| Csongrád          | Csongrád                 |
| Eger              | Heves                    |
| Esztergom         | Komárom és Esztergom     |
| Gyöngyös          | Heves                    |
| Gyula             | Békés                    |
| Hajdúböszörmény   | Hajdú                    |
| Hajdúhadház       | Hajdú                    |
| Hajdúnánás        | Hajdú                    |
| Hajdúszoboszló    | Hajdú                    |
| Hatvan            | Heves                    |
| Jászberény        | Jász-Nagykun-Szolnok     |
| Kalocsa           | Pest-Pilis-Solt-Kiskun   |
| Kaposvár          | Somogy                   |
| Karcag            | Jász-Nagykun-Szolnok     |
| Kiskunfélegyháza  | Pest-Pilis-Solt-Kiskun   |
| Kiskunhalas       | Pest-Pilis-Solt-Kiskun   |
| Kispest           | Pest-Pilis-Solt-Kiskun   |
| Kisújszállás      | Jász-Nagykun-Szolnok     |
| Komárom           | Komárom és Esztergom     |
| Kőszeg            | Vas                      |
| Makó              | Csanád, Arad és Torontál |
| Mezőtúr           | Jász-Nagykun-Szolnok     |
| Mohács            | Baranya                  |
| Mosonmagyaróvár   | Győr, Moson és Pozsony   |
| Nagykanizsa       | Zala                     |
| Nagykőrös         | Pest-Pilis-Solt-Kiskun   |
| Nyíregyháza       | Szabolcs és Ung          |
| Orosháza          | Békés                    |
| Ózd               | Borsod-Gömör             |
| Pápa              | Veszprém                 |
| Pestszenterzsébet | Pest-Pilis-Solt-Kiskun   |
| Pestszentlőrinc   | Pest-Pilis-Solt-Kiskun   |
| Rákospalota       | Pest-Pilis-Solt-Kiskun   |
| Salgótarján       | Nógrád és Hont           |
| Sátoraljaújhely   | Zemplén                  |
| Szekszárd         | Tolna                    |
| Szentendre        | Pest-Pilis-Solt-Kiskun   |
| Szentes           | Csongrád                 |
| Szolnok           | Jász-Nagykun-Szolnok     |
| Szombathely       | Vas                      |
| Tatabánya         | Komárom-Esztergom        |
| Túrkeve           | Jász-Nagykun-Szolnok     |
| Újpest            | Pest-Pilis-Solt-Kiskun   |
| Vác               | Pest-Pilis-Solt-Kiskun   |
| Veszprém          | Veszprém                 |
| Zalaegerszeg      | Zala                     |

### Az 1938 és 1945 között visszaszerzett területeken
| Név                | Honnan           | Mikor | Vármegye          |
| ------------------ | ---------------- | ----- | ----------------- |
| Beregszász         | Csehszlovákiától | 1938  | Bereg             |
| Érsekújvár         | Csehszlovákiától | 1938  | Nyitra és Pozsony |
| Komárom (észak)    | Csehszlovákiától | 1938  | Komárom           |
| Léva               | Csehszlovákiától | 1938  | Bars és Hont      |
| Losonc             | Csehszlovákiától | 1938  | Nógrád            |
| Munkács            | Csehszlovákiától | 1938  | Bereg             |
| Rimaszombat        | Csehszlovákiától | 1938  | Gömör és Kishont  |
| Rozsnyó            | Csehszlovákiától | 1938  | Gömör és Kishont  |
| Ungvár             | Csehszlovákiától | 1938  | Ung               |
| Bánffyhunyad       | Romániától       | 1940  | Kolozs            |
| Beszterce          | Romániától       | 1940  | Beszterce-Naszód  |
| Csíkszereda        | Romániától       | 1940  | Csík              |
| Dés                | Romániától       | 1940  | Szolnok-Doboka    |
| Felsőbánya         | Romániától       | 1940  | Szatmár           |
| Gyergyószentmiklós | Romániától       | 1940  | Csík              |
| Kézdivásárhely     | Romániától       | 1940  | Háromszék         |
| Máramarossziget    | Romániától       | 1940  | Máramaros         |
| Nagybánya          | Romániától       | 1940  | Szatmár           |
| Nagykároly         | Romániától       | 1940  | Szatmár           |
| Nagyszalonta       | Romániától       | 1940  | Bihar             |
| Sepsiszentgyörgy   | Romániától       | 1940  | Háromszék         |
| Szamosújvár        | Romániától       | 1940  | Szolnok-Doboka    |
| Szászrégen         | Romániától       | 1940  | Maros-Torda       |
| Székelyudvarhely   | Romániától       | 1940  | Udvarhely         |
| Szilágycseh        | Romániától       | 1940  | Szilágy           |
| Zilah              | Romániától       | 1940  | Szilágy           |
| Magyarkanizsa      | Jugoszláviától   | 1941  | Bács-Bodrog       |
| Zenta              | Jugoszláviától   | 1941  | Bács-Bodrog       |